# Saetagaramba
Saetagaramba is een bestuurslaag in het regentschap Nias van de provincie Noord-Sumatra, Indonesië. Saetagaramba telt 1018 inwoners (volkstelling 2010).